# Peleagonzalo
Peleagonzalo település Spanyolországban,  Zamora tartományban. Peleagonzalo Toro községgel határos. Lakosainak száma 294 fő (2024).

## Népesség
A település népessége az utóbbi években az alábbiak szerint változott:
| Lakosok száma | 438  | 392  | 362  | 349  | 313  | 271  | 240  | 266  | 270  | 294  |
|               | 2001 | 2004 | 2007 | 2009 | 2012 | 2014 | 2017 | 2019 | 2022 | 2024 |